# Ditlenek ołowiu
Ditlenek ołowiu, nazwa Stocka: tlenek ołowiu(IV), PbO
2 – nieorganiczny związek chemiczny z grupy tlenków, w którym ołów występuje na IV stopniu utlenienia. Występuje pod postacią czerwonych tetragonalnych kryształów lub brązowego albo brunatnego proszku. Praktycznie nie rozpuszcza się w wodzie. Jest silnym utleniaczem. Ogrzewany do ponad 290 °C rozkłada się wydzielając tlen. Jest amfoteryczny. W naturze występuje jako minerał platneryt.

## Otrzymywanie
Ditlenek ołowiu może być otrzymywany poprzez:
- utlenianie zasadowej zawiesiny tlenku ołowiu(II) chlorem, podchlorynem sodu lub proszkiem wybielającym;
- przepuszczanie chloru przez gorącą zawiesiną wodną siarczanu ołowiu i wodorotlenku magnezu;
- elektrolizę kwasowych roztworów soli ołowiu przy użyciu ołowiowych lub platynowych elektrod – ditlenek ołowiu wydziela się na anodzie;
- ogrzewanie tetratlenku triołowiu z kwasem azotowym:

Pb
3O
4 + 4HNO
3 → 2Pb(NO
3)
2 + PbO
2 + 2H
2O
- stapianie tlenku ołowiu(II) z azotanem i chloranem sodu.